# Свети Николай (Палеограцано)
„Свети Николай“ (на гръцки: Ναός Αγίου Νικολάου Παλαιογρατσάνου) е възрожденска православна църква в южномакедонското велвендско село Палеограцано (Грачани), Егейска Македония, Гърция, част от Сервийската и Кожанска епархия.
Църквата е главен енорийски храм на селото. Построена е от камък в 1850 година. Цялата вътрешност на храма, както и входовете, е изписана. В непосредствена близост до църквата през 1910 година е построена камбанарията от дялани камъни. През 1943 година църквата е опожарена от германските окупационни части, но камбанарията остава непокътната. След края войната храмът е възстановен.